# Su Sung
Su Sung (uprošćeni kineski: 苏颂; tradicionalni kineski: 蘇頌; pinjin: Sū Sòng; POJ: So͘Siōng; stilsko ime: Zirong 子容) (1020–1101 AD) bio je kineski polimat i državni službenik, poznat po radovima na polju astronomije, kartografije, horologije, farmakologije, mineralogije, zoologije, botanike, mehanike, građevinarstva, poezije, starinarstva, te kao ambasador dinastije Sung.
Su Sung je bio inženjer zadužen za vodom pokretani astronomski toranj sa satom smešten u carskoj prestolnici Kajfeng, u kome se koristio rani mehanizam zapinjače. Mehanizam zapinjače Suovog tornja su ranije bili izumili budistički monah Ji Sing i državni službenik Ljang Lingcan 725. godine, kako bi pokretali obručastu sferu, iako je Suova obručasta sfera bila prva koja je koristila pogon mehaničkih satova. Suov toranj sa sastom je takođe sadržao najraniji poznati primer lančanog prenosa, koga je u svom hronološkom traktatu opisao kao tjen ti (天梯) ili „nebeske merdevine”. Toranj sa satom je sadržavao 133 satne dizalice pomoću kojih se zvukom označavao protok vremena. Su Sungov traktat o satu Sinji Sjangfajao (新 儀 . 象 法 要), je napisan 1092. i službeno izdan 1094. Iako su mehanizam detaljno opisali mnogi istoričari, kao što je Džozef Nidam, sam sat je uništila đinska vojska prilikom osvajanja Kajfenga 1127. godine, i pokušaji da se obnovi nisu bili uspešni.
Osim dela Sinji Sjangfajao, Su Sung je poznat i po velikom nebeskom atlasu, nekoliko geografskih karata, kao i traktatu o farmakologiji. Kasnije je diskutovao srodne teme o mineralogiji, zoologiji, botanici i metalurgiji.
Evropski isusovski posetioci Kine, kao što su Mateo Riči i Nicolas Trigault ukratko su pisali o kineskim satovima sa pogonskim točkovima, dok su drugi pogrešno verovali da Kinezi nikad nisu napredovali izvan stadijuma vodenog časovnika, tamjanskog časovnika, i sunčanog časovnika. Oni su smatrali su da su napredni mehanički satovi novi za Kinu i da su ti mehanizmi nešto vredno što Evropljani mogu ponuditi Kinezima. Iako ne toliko prominentno kao u razdoblju Sung, kineski tekstovi iz vremena dinastije Ming (1368–1644) opisuju relativno neprekidnu istoriju mehaničkih satova u Kini, od 13. do 16. veka. Su Sungov satni toranj se oslanjao na upotrebu vodenog kola za pogon, i stoga nije u potpunost bio mehanički, poput kasno srednjevekovnih evropskih časovnika.

## Životi i radovi

### Karijera kao naučnik-službenik
Su Sung je bio Hokloskog porekla. On je rođen u današnjem Fuđenu, u blizini srednjovekovnog Ćuendžoua. Kao i njegov savremenik, Šen Kuo (1031–1095), Su Sung je bio polimat, osoba čija stručnost obuhvata značajan broj različitih oblasti proučavanja. Njegov mlađi kolega i hanlinski naučnik iz Je Mengde (1077–1148) je napisao da je u mladosti Su savladao gradivo pokrajinskih ispita i popeo se na vrh liste ispitanika u pogledu pisanja najboljeg članka o opštim principima i strukturi kineskog kalendara. Od ranog detinjstva, njegova interesovanja za astronomiju i kalendarsku nauku odvela su ga na istaknuti put državnog birokrate. U slobodno vreme je voleo da piše poeziju, kojom je hvalio dela umetnika kao što je slikar Li Gonglin (1049–1106). Takođe je bio antikvar i kolekcionar starih umetničkih dela iz prethodnih dinastija.
U pitanjima administrativne uprave, stekao je čin ambasadora i predsednika Ministarstva kadrova u prestonici Kajfengu, a bio je poznat kao stručnjak za administraciju i finansije. Posle službe u Ministarstvu personala, postao je ministar pravde 1086. godine. On je imenovan za istaknutog urednika Akademije naučnih vrednosti, gde je 1063. uređivao, redigovao, komentarisao i dodao predgovor za klasično delo Huajnanci iz dinastije Han (202. pne – 220. godine). Na kraju je Su dospeo na mesto potpredsednika Sekretarijata kancelara. Među mnogim počasnim pozicijama i titulama koje su mu dodeljene, Su Sung je takođe bio jedan od 'zamenika učitelja prestolonaslednika'. Na dvoru je odlučio da se distancira od političkog rivalstva konzervativaca, predvođenih premijerom Simom Guangom (1019–1086), i reformista, koje je predvodio premijer Vang Anši (1021–1086); iako su mnogi njegovi saradnici bili iz konzervativne frakcije.
Godine 1077, poslat je u diplomatsku misiju dinastije Ljao naroda Kidan na severu, šireći ideje o kalendarskoj nauci, pošto je država Ljao stvorila sopstveni kalendar 994. godine. U nalazu koji je navodno posramio dvor, Su Sung je priznao caru da je kalendar naroda Kitan zapravo bio malo tačniji od njihovog, što je rezultiralo novčanim nametima i kažnjavanjem zvaničnika Biroa za astronomiju i kalendar. Su je trebalo da otputuje na sever u Ljao i da odmah stigne na rođendansku proslavu i gozbu na dan koji se poklopio sa zimskim solsticijem u kalendaru Sunga, ali je zapravo bio dan iza Ljao kalendara. Istoričar Lju Heping navodi da je car Džezong od Sunga sponzorisao Su Sungovu kulu sa satom 1086. godine kako bi se takmičio sa Ljaom u pogledu „naučne i nacionalne superiornosti“. Godine 1081, dvor je naložio Su Sungu da sastavi u knjigu diplomatske istorije odnosi Sung-Ljaoa, složen zadatak koji je, kada je završen, ispunio 200 tomova. Sa svojim širokim poznavanjem kartografije, Su Sung je uspeo da reši uzavreli granični spor između dinastija Sung i Ljao.

### Astronomija
Su Sung je takođe napravio nebeski atlas (u pet odvojenih mapa), koji je imao satne kružnice između sju (mesečevih stanica) koji formiraju astronomske meridijane, sa zvezdama označenim u jednako udaljenoj cilindričnoj projekciji na svakoj strani ekvatora, i dakle, bio u skladu sa njihovim severnim polarnim udaljenostima. Štaviše, Su Song je zasigurno iskoristio astronomska otkrića svog političkog rivala i savremenog astronoma Šen Kua. Četvrta zvezdana mapa Su Songa postavlja poziciju polarne zvezde na pola puta između Tjen šua (-350 stepeni) i sadašnjeg Polarisa; ovo je bio tačniji proračun (za 3 stepena) koji je Šen Kuo napravio kada je posmatrao polarnu zvezdu tokom perioda od tri meseca sa svojom poboljšanom cevi za nišanjenje. Bilo je mnogo zvezdanih mapa napravljenih pre Sungove knjige, ali mape zvezda koje je objavio Su predstavljaju najstarije postojeće mape zvezda u štampanom obliku.

### Farmakologija, botanika, zoologija i mineralogija
Godine 1070, Su Sung i tim učenjaka sastavili su i uredili Benkao Tujing („Ilustrovana farmakopeja“, izvorni materijal od 1058. do 1061. godine), koji je bio prelomni traktat o farmaceutskoj botanici, zoologiji i mineralogiji. U prikupljanju informacija za farmaceutsko znanje, Su Sung je radio sa poznatim naučnicima kao što su Džang Juki, Lin Ji, Džang Dong i mnogi drugi.
Ova rasprava je dokumentovala širok spektar farmaceutskih praksi, uključujući upotrebu efedrina kao leka. Ona uključuje vredne informacije o metalurgiji i industriji čelika i gvožđa tokom 11. veka u Kini. On je stvorio je sistematski pristup popisivanju različitih minerala i njihovoj upotrebi u medicinskim mešavinama, kao što su svi različiti poznati oblici liskuna koji se mogu koristiti za lečenje bolesti putem varenja. On je pisao o subkonhoidnom prelomu domaćeg cinobarita, znacima rudnih ležišta i dao opis kristalnog oblika. Slično rudnim kanalima nastalim kruženjem podzemne vode o kojima je pisao kasniji nemački naučnik Georgij Agrikola, Su Sung je dao slične izjave u vezi sa karbonatom bakra, kao i raniji Rihua Benkao iz 970. godine sa bakar-sulfatom. Suova knjiga je takođe bila prva farmaceutska rasprava napisana u Kini koja opisuje biljke lan, Urtica thunbergiana, i Corchoropsis tomentosa (krenata). Prema Edvardu H. Šaferu, Su je tačno opisao providan kvalitet finog realgara, njegovo poreklo iz mahuna pronađenih u stenovitim rečnim klisurama, njegova matrica je prožeta rupama i ima tamnocrvenu, skoro ljubičastu boju, i da je mineral varirao u veličinama u rasponu od veličine zrna graška do oraha.

## Literatura
- Bodde, Derk (1991). Chinese Thought, Society, and Science. Honolulu: University of Hawaii Press.
- Bowman, John S. (2000). Columbia Chronologies of Asian History and Culture. New York: Columbia University Press.
- Breslin, Thomas A. (2001). Beyond Pain: The Role of Pleasure and Culture in the Making of Foreign Affairs. Westport: Praeger Publishers.
- Ceccarelli, Marco (2004). International Symposium on History of Machines and Mechanisms. New York: Kluwer Academic Publishers.
- Edwards, Richard. "Li Gonglin's Copy of Wei Yan's 'Pasturing Horses'," Artibus Asiae (53  (1–2):, 1993): 168–181; 184–194.
- Fry, Tony (2001). The Architectural Theory Review: Archineering in Chinatime. Sydney: University of Sydney.
- Harrist, Robert E., Jr. "The Artist as Antiquarian: Li Gonglin and His Study of Early Chinese Art," Artibus Asiae (55  (3–4):, 1995): 237–280.
- Liu, Heping. ""The Water Mill" and Northern Song Imperial Patronage of Art, Commerce, and Science," The Art Bulletin (84  (4):, 2002): 566–595.
- Needham, Joseph, Wang Ling & Lu Gwei-Djen (1986) [1965], Science and Civilization in China, Taipei: Caves Books, Ltd. (reprint edition of Cambridge & New York: Cambridge University Press).
  - Volume 3: Mathematics and the Sciences of the Heavens and the Earth.
  - Volume 4: Physics and Physical Technology, Part 2: Mechanical Engineering
  - Volume 4: Physics and Physical Technology, Part 3: Civil Engineering and Nautics
  - Volume 6: Biology and Biological Technology, Part 1, Botany
- Roth, Harold D. "Text and Edition in Early Chinese Philosophical Literature," Journal of the American Oriental Society (113  (2):, 1993): 214–227.
- Schafer, Edward H. "Orpiment and Realgar in Chinese Technology and Tradition," Journal of the American Oriental Society (75  (2):, 1955): 73–89.
- Sivin, Nathan (1995). Science in Ancient China: Researches and Reflections. Brookfield, Vermont: VARIORUM, Ashgate Publishing.
- Unschuld, Paul U. (2003). Nature, Knowledge, Imagery in an Ancient Chinese Medical Text. Berkeley: University of California Press.
- West, Stephen H. "Cilia, Scale and Bristle: The Consumption of Fish and Shellfish in The Eastern Capital of The Northern Song," Harvard Journal of Asiatic Studies (47  (2):, 1987): 595–634.
- Wittfogel, Karl A. and Feng Chia-Sheng. "History of Chinese Society Liao (907–1125)," Transactions of the American Philosophical Society (Volume 36, 1946): i–xv; 1–752.
- Wright, David Curtis (2001) The History of China. Westport: Greenwood Press.
- Wu, Jing-nuan (2005). An Illustrated Chinese Materia Medica. New York: Oxford University Press.
- Xi, Zezong. "Chinese Studies in the History of Astronomy, 1949–1979," Isis (72  (3):, 1981): 456–470.